# Channing Tatum
Channing Matthew Tatum (* 26. dubna 1980 Cullman, Alabama, USA) je americký herec, filmový producent, tanečník a model. Nejvíce se proslavil rolemi ve filmech Let's Dance (2006), Super náhradník (2006), G. I. Joe (2009), Milý Johne (2010), Navždy spolu (2012), 21 Jump Street (2012), Bez kalhot (2012), Útok na Bílý dům (2013), Hon na lišku (2014), 22 Jump Street (2014), Bez kalhot XXL (2015), Osm hrozných (2015), Ave, Caesar! (2016) a Loganovi parťáci (2017).

## Životopis
Narodil se v Cullmanu, ve městě v Alabamě. Je synem Kay a Glenna Tatumových. Má anglické předky. Když mu bylo 6 let, přestěhoval se s rodinou do Mississippi.
Během dětství vystřídal sporty jako fotbal a baseball a studoval válečnou strategii. Získal fotbalové stipendium na Glenville State College, ale později se přestal o tento sport zajímat.

## Kariéra

### Začátky
V roce 2000 byl obsazen jako tanečník do hudebního videa Rickyho Martina k písničce „She bangs“. Následně začal pracovat jako model pro klienty jako Armani a Abercrombie a Fitch. Hrál také v několika televizních reklamách pro American Eagle a Pepsi. Magazín Tear Sheet ho v říjnu 2001 umístil do svého žebříčku “50 nejkrásnějších tváří”. Také podepsal smlouvy s agenturou Beatrice Model v Miláně a Ford Models v New Yorku.
Jeho herecká kariéra započala v roce 2004, kdy se objevil v epizodě televizního seriálu Kriminálka Miami. Jeho první filmová role přišla v roce 2005 ve snímku Coach Carter, kde si zahrál se Samuelem L. Jacksonem. Menší roli také ztvárnil ve filmu Válka světů.

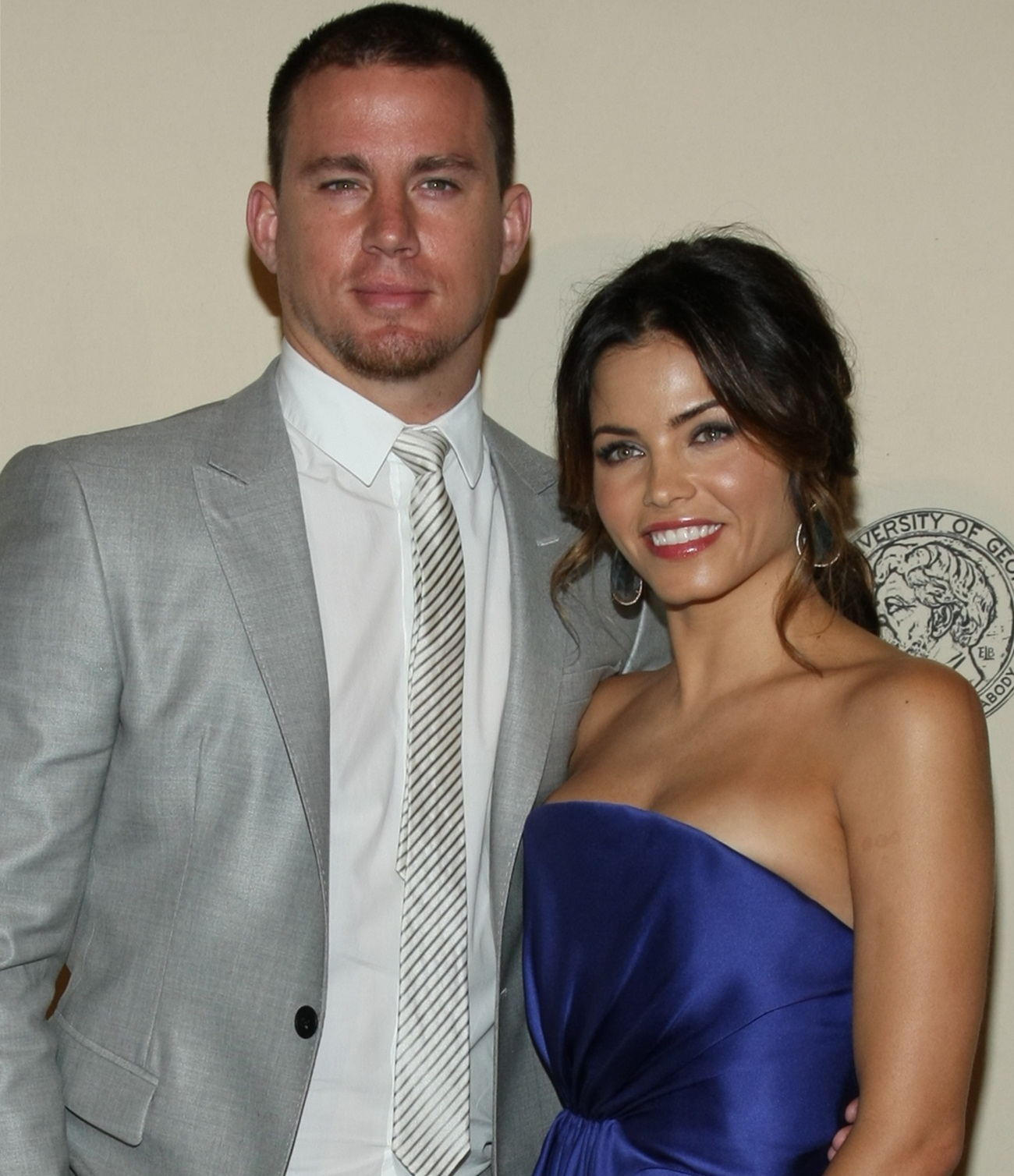
Channing Tatum a jeho žena Jenna Dewanová na 71. ročníku Peabody Awards v roce 2012

### 2006–2012
V roce 2006 pak přišly snímky, které ovlivnily jeho kariéru, a to Super náhradník a Let's Dance.
V roce 2009 získal roli Duka v akčním filmu G. I. Joe. Získal roli ve filmu Milý John, jehož předlohou je stejnojmenná novela od Nicholase Sparkse.
V roce 2012 moderoval pořad Saturday Night Live a objevil se ve třech filmech.: Zkrat, Navždy spolu a 21 Jump Street (filmové adaptaci stejnojmenného televizního seriálu).
V roce 2012 si také zahrál hlavní roli ve filmu Bez kalhot (v originále Magic Mike), o jeho osmi měsíční zkušenosti jako striptér na Floridě. Režisérem snímku je Steven Soderbergh, produkovali ho Tatum a Soderbergh. Channing hraje roli Mika – jednoho z hlavních umělců v Tampě na Floridě, striptérském klubu, který bere pod svá křídla mladšího tanečníka (Alex Pettyfer) a ukazuje mu ruch „na i mimo jeviště“. Mezi další herce, kteří se ve filmu objeví, patří Matt Bomer, Joe Manganiello a Matthew McConaughey. V listopadu 2012 byl jmenován magazínem People „Nejvíce sexy mužem“.

### 2013–dosud
V roce 2013 byl obsazen do filmu Stevena Soderbergha Vedlejší účinky. Znovu si zahrál roli Duka ve filmu G.I. Joe: Odveta, po boku Dwayneho Johnsona a Bruce Willise. V tom samém roce si také zahrál v dalším akčním filmu Útok na Bílý dům.
Znovu si zahrál roli Grega v pokračování filmu 21 Jump Street - 22 Jump Street, který měl premiéru 13. června 2014. Po boku Steveho Carella se objevil ve filmu Hon na lišku. V roce 2015 mělo premiéru pokračování filmu Bez kalhot, Bez kalhot XXL.

## Osobní život
V roce 2006 potkal na natáčení filmu Let's Dance herečku Jennu Dewanovou. Krátce po natáčení spolu začali chodit. Pár se zasnoubil na začátku září 2008 v Maui na Havaji. Dne 11. července 2009 se vzali v areálu Church Estates Vineyards v Malibu v Kalifornii. V roce 2013 se jim v Londýně narodila dcera Everly. Dne 2. dubna 2018, po 9 letech manželství, pár oznámil rozchod. Chodil se zpěvačkou Jessie J . Po necelém roce se rozešli, ale ani ne po měsíci svůj vztah znovu obnovili. Od roku 2021 chodí s dcerou Lennyho Kravitze Zoe. Pár oznámil v říjnu 2023, že se zasnoubili. 
Během dospívání se podle vlastních slov potýkal s hyperkinetickou poruchou (ADD) a dyslexií, což mělo za následek zhoršenou výkonnost ve škole.

## Filmografie

### jako herec

#### Film
| Rok  | Název                               | Role                                  | Poznámky             |
| ---- | ----------------------------------- | ------------------------------------- | -------------------- |
| 2005 | Coach Carter                        | Jason Lyle                            |                      |
| 2005 | Spoušť                              | Nick                                  |                      |
| 2005 | Supercross                          | Rowdy Sparks                          |                      |
| 2005 | Válka světů                         | Chlapec v kostelové scéně             | Neuveden v titulkách |
| 2006 | Super náhradník                     | Duke Orsino                           |                      |
| 2006 | Let's Dance                         | Tyler Gage                            |                      |
| 2006 | Průvodce k rozpoznání tvých svatých | Young Antonio                         |                      |
| 2007 | The Trap                            | Greg                                  | Krátký film          |
| 2007 | Vzpoura v Seattlu                   | Johnson                               |                      |
| 2008 | Let's Dance 2                       | Tyler Gage                            | Cameo                |
| 2008 | Ve služábch války                   | Steve Shriver                         |                      |
| 2009 | Život je boj                        | Shawn MacArthur                       |                      |
| 2009 | Veřejní nepřátelé                   | Pretty Boy Floyd                      |                      |
| 2009 | G. I. Joe                           | Duke/Conrad Hauser                    |                      |
| 2010 | Milý Johne                          | John Tyree                            |                      |
| 2011 | Dilema                              | Zip                                   |                      |
| 2011 | Orel Deváté legie                   | Marcus Aquila                         |                      |
| 2011 | Uzavřený případ                     | Jonathan 'Milk' White                 |                      |
| 2011 | 10 Years                            | Jake                                  |                      |
| 2012 | Zkrat                               | Aaron                                 |                      |
| 2012 | Navždy spolu                        | Leo                                   |                      |
| 2012 | 21 Jump Street                      | Greg Jenko                            |                      |
| 2012 | Bez kalhot                          | Mike Martingano                       |                      |
| 2013 | G. I. Joe: Odveta                   | Duke/Conrad Hauser                    |                      |
| 2013 | Útok na Bílý dům                    | John Cale                             |                      |
| 2013 | Apokalypsa v Hollywoodu             | Sám sebe                              | cameo                |
| 2013 | Don Jon                             | Connor Verreaux                       | cameo                |
| 2013 | Vedlejší účinky                     | Martin Taylor                         |                      |
| 2014 | LEGO příběh                         | Superman (hlas)                       |                      |
| 2014 | 22 Jump Street                      | Greg Janko                            |                      |
| 2014 | Kniha života                        | Joaquin (hlas)                        |                      |
| 2014 | Hon na lišku                        | Mark Schultz                          |                      |
| 2015 | Jupiter vychází                     | Caine                                 |                      |
| 2015 | Bez kalhot XXL                      | Mike Martingano                       | také producent       |
| 2015 | Osm hrozných                        | Jody                                  |                      |
| 2016 | Ave, Caesar!                        | Burt Gurney                           |                      |
| 2017 | Kingsman: Zlatý kruh                | Tequila                               |                      |
| 2017 | LEGO Batman film                    | Kal-El / Clark Kent / Superman (hlas) |                      |
| 2017 | Loganovi parťáci                    | Jimmy                                 |                      |
| 2018 | Yeti: Ledové dobrodružství          | Migo (hlas)                           |                      |
| 2019 | LEGO příběh 2                       | Superman (hlas)                       |                      |
| 2021 | Amerika: Film                       | George Washington (hlas)              |                      |
| 2021 | Free Guy                            | Revenjamin Buttons                    | cameo                |
| 2022 | Pes                                 | Briggs                                |                      |
| 2022 | Ztracené město                      | Alan                                  |                      |
| 2023 | Bez kalhot: Poslední tanec          | Mike Lane                             |                      |
| 2024 | Deadpool & Wolverine                | Remy Etienne LeBeau / Gambit          |                      |
| 2024 | Vezmi mě na Měsíc                   | Cole Davis                            |                      |

#### Televize
| Rok  | Název                        | Role                 | Poznámky                       |
| ---- | ---------------------------- | -------------------- | ------------------------------ |
| 2004 | Kriminálka Miami             | Bob Devenport        | díl: „Samoobhájce“             |
| 2012 | Saturday Night Live          | Moderátor            | díl: „Channing Tatum/Bon Iver“ |
| 2014 | Simpsonovi                   | Sám sebe (hlas)      | díl: „Piráti ze Springfieldu“  |
| 2014 | Runnin Wild with Bear Grylls | Sám sebe             | díl: „Channing Tatum“          |
| 2016 | Idiotsitter                  | Trick Malloy         | díl: „Hos Before Bros“         |
| 2017 | Soudruh detektiv             | Gregor Anghel (hlas) | také výkonný producent, 3 díly |

#### Hudební videoklipy
| Rok  | Název                                    | Umělec                                         | Poznámky |
| ---- | ---------------------------------------- | ---------------------------------------------- | -------- |
| 2000 | „She Bangs“                              | Ricky Martin                                   |          |
| 2006 | „(When You Gonna) Give It Up to Me“      | Sean Paul feat. Keyshia Cole                   |          |
| 2006 | „Get Up“                                 | Ciara feat. Chamillionaire                     |          |
| 2013 | „(I Wanna) Channing All Over Your Tatum“ | Jamie Foxx a Channing Tatum feat. Jimmy Kimmel |          |
| 2017 | „Beautiful Trauma“                       | Pink                                           |          |

### jako producent
| Rok  | Název               | Poznámky          |
| ---- | ------------------- | ----------------- |
| 2010 | Třídní sraz         | producent         |
| 2012 | 21 Jump Street      | výkonný producent |
| 2012 | Bez kalhot          | producent         |
| 2013 | Útok na Bílý dům    | výkonný producent |
| 2014 | 22 Jump Street      | producent         |
| 2015 | Bez kalhot XXL      | producent         |
| 2017 | Loganovi parťáci    | producent         |
| 2017 | Soudruh detektiv    | výkonný producent |
| 2018 | 6 Balloons          | producent         |
| 2018 | Step Up: High Water | výkonný producent |
| 2019 | Light Years         | producent         |
| 2019 | College             | výkonný producent |
| 2021 | Otcovství           | výkonný producent |
| 2021 | Finding Magic Mike  | výkonný producent |
| 2022 | Pes                 | producent         |
| 2022 | Spaceman            | producent         |
| 2023 | Wingmen             | producent         |
| 2023 | Gambit              | producent         |

## Ocenění a nominace
| Rok  | Ocenění                                | Kategorie | Práce                                         | Výsledek  |
| ---- | -------------------------------------- | --- | --------------------------------------------- | --------- |
| 2006 | Independent Spirit Award               | Nejlepší herec ve vedlejší roli                                                                                  | Průvodce k rozpoznání tvých svatých           | nominace  |
| 2006 | Sundance Film Festival                 | Speciální cena poroty (společně s obsazením filmu Průvodce k rozpoznání tvých svatých)                           | Průvodce k rozpoznání tvých svatých           | vítězství |
| 2006 | Gotham Awards                          | Objev roku | Průvodce k rozpoznání tvých svatých           | nominace  |
| 2006 | Gijón International Film Festival      | Nejlepší herec (sdíleno s Shiou LaBeoufem, Martinem Compstonem, Adamem Scarimbolou a Peterem Anthony Tambakisem) | Průvodce k rozpoznání tvých svatých           | vítězství |
| 2006 | Teen Choice Award                      | Nejlepší filmový polibek (sdíleno s Amandou Bynes)                                                               | Super náhradník                               | nominace  |
| 2006 | Teen Choice Award                      | Objev roku: muž                                                                                                  | Super náhradník                               | vítězství |
| 2007 | Teen Choice Award                      | Nejlepší filmový tanec (sdíleno s Jennou Dewanovou)                                                              | Let's Dance                                   | vítězství |
| 2007 | Teen Choice Award                      | Nejlepší herec v dramatickém filmu                                                                               | Let's Dance                                   | nominace  |
| 2008 | Teen Choice Award                      | Nejlepší herec v dramatickém filmu                                                                               | Ve službách války                             | vítězství |
| 2008 | Teen Choice Award                      | Nejlepší filmové drama                                                                                           | Let's Dance 2                                 | nominace  |
| 2008 | Teen Choice Award                      | Nejlepší myspacer                                                                                                |                                               | nominace  |
| 2009 | Teen Choice Award                      | Nejlepší herec v dramatickém filmu                                                                               | Život je boj                                  | nominace  |
| 2010 | MTV Movie Award                        | Nejlepší mužský výkon                                                                                            | Milý Johne                                    | nominace  |
| 2010 | MTV Movie Award                        | Nejlepší nakopávač zadků                                                                                         | G. I. Joe                                     | nominace  |
| 2010 | Teen Choice Award                      | Nejlepší herec v akčním filmu                                                                                    | G. I. Joe                                     | vítězství |
| 2010 | Teen Choice Award                      | Nejlepší herec v dramatickém fiilmu                                                                              | Milý Johne                                    | nominace  |
| 2010 | Teen Choice Award                      | Nejlepší chemie (společně s Amandou Seyfriedovou)                                                                | Milý Johne                                    | nominace  |
| 2011 | CinEuphoria Awards                     | Nejlepší mezinárodní herec                                                                                       | Milý Johne                                    | vítězství |
| 2012 | MTV Movie Awards                       | Nejlepší mužský výkon                                                                                            | Navždy spolu                                  | nominace  |
| 2012 | MTV Movie Awards                       | Nejlepší polibek (společně s Rachel McAdams)                                                                     | Navždy spolu                                  | nominace  |
| 2012 | MTV Movie Awards                       | Nejlepší souboj (s Jonahem Hillem)                                                                               | 21 Jump Street                                | nominace  |
| 2012 | MTV Movie Awards                       | Nejlepší obsazení                                                                                                | 21 Jump Street                                | nominace  |
| 2012 | Teen Choice Awards                     | Nejlepší herec v dramatickém filmu                                                                               | Navždy spolu                                  | nominace  |
| 2012 | Teen Choice Awards                     | Nejlepší herec v komediálním filmu                                                                               | 21 Jump Street                                | vítězství |
| 2012 | Teen Choice Awards                     | Nejlepší chemie (společně s Jonahem Hillem)                                                                      | 21 Jump Street                                | nominace  |
| 2012 | Teen Choice Awards                     | Nejlepší polibek (společně s Rachel McAdams)                                                                     | Navždy spolu                                  | nominace  |
| 2012 | Teen Choice Awards                     | Nejlepší výbuch vzteku (společně s Jonahem Hillem)                                                               | 21 Jump Street                                | nominace  |
| 2012 | Teen Choice Awards                     | Nejlepší herec v romantickém filmu                                                                               | Navždy spolu                                  | nominace  |
| 2012 | NewNowNext Awards                      | Ocenění, protože jsi sexy                                                                                        | Bez kalhot                                    | nominace  |
| 2012 | People's Choice Awards                 | Nejlepší filmový herec                                                                                           | Bez kalhot, 21 Jump Street, Navždy spolu      | nominace  |
| 2012 | People's Choice Awards                 | Nejlepší herec v komediálním filmu                                                                               | 21 Jump Street                                | nominace  |
| 2012 | People's Choice Awards                 | Nejlepší herec v dramatickém filmu                                                                               | Bez kalhot, Navždy spolu                      | nominace  |
| 2013 | MTV Movie Awards                       | Nejlepší hudební moment (sdíleno s Mattem Bomerem, Joem Manganiellem, Kevinem Nashem a Adamem Rodriguezem)       | Bez kalhot                                    | nominace  |
| 2013 | MTV Movie Awards                       | Nejlepší herecký výkon bez trička                                                                                | Bez kalhot                                    | nominace  |
| 2013 | MTV Movie Awards                       | Nejlepší filmový herec                                                                                           | Bez kalhot                                    | nominace  |
| 2013 | People's Choice Awards                 | Nejlepší filmová chemie (společně s Rachel McAdams)                                                              | Navždy spolu                                  | nominace  |
| 2013 | People's Choice Awards                 | Nejlepší filmový herec                                                                                           | Bez kalhot, Navždy spolu                      | nominace  |
| 2013 | People's Choice Awards                 | Nejlepší herec v komediálním filmu                                                                               | 21 Jump Street                                | nominace  |
| 2013 | People's Choice Awards                 | Nejlepší herec v dramatickém filmu                                                                               | Navždy spolu                                  | nominace  |
| 2013 | Teen Choice Awards                     | Nejvíce sexy muž                                                                                                 |                                               | nominace  |
| 2013 | Teen Choice Awards                     | Nejlepší filmový zloděj scén                                                                                     | G. I. Joe: Odveta                             | nominace  |
| 2013 | Teen Choice Awards                     | Nejlepší filmová chemie (společně s Jamie Foxxem)                                                                | Útok na Bílý dům                              | nominace  |
| 2013 | Teen Choice Awards                     | Nejlepší výbuch vzteku                                                                                           | Útok na Bílý dům                              | nominace  |
| 2013 | National Film Society Awards           | Nejlepší duo (společně s Jonahem Hillem)                                                                         | 21 Jump Street                                | nominace  |
| 2013 | Central Ohio Film Critics Association  | Herec roku | Bez kalhot, Navždy spolu/21 Jump Street/Zkrat | nominace  |
| 2014 | MTV Movie Awards                       | Nejlepší hrdina                                                                                                  | Útok na Bílý dům                              | nominace  |
| 2014 | MTV Movie Awards                       | Ocenění railblazer                                                                                               |                                               | vítězství |
| 2014 | MTV Movie Awards                       | Nejlepší WTF moment (společně s Danny McBridem)                                                                  | Apokalypsa v Hollywoodu                       | nominace  |
| 2014 | People's Choice Awards                 | Nejlepší filmový herec                                                                                           |                                               | nominace  |
| 2014 | People's Choice Awards                 | Nejlepší filmová akční hvězda                                                                                    |                                               | nominace  |
| 2014 | People's Choice Awards                 | Nejlepší filmová dramatická hvězda                                                                               |                                               | nominace  |
| 2014 | Teen Choice Awards                     | Nejlepší letní filmová hvězda: cmuž                                                                              | 22 Jump Street                                | vítězství |
| 2014 | Teen Choice Awards                     | Nejlepší duo (společně s Jonahem Hillem)                                                                         | 22 Jump Street                                | nominace  |
| 2014 | Jupiter Award                          | Nejlepší mezinárodní herec                                                                                       | Útok na Bílý dům                              | vítězství |
| 2014 | Gotham Awards                          | Nejlepší obsazení                                                                                                | Hon na lišku                                  | vítězství |
| 2014 | International Cinephile Society Awards | Nejlepší herec                                                                                                   | Hon na lišku                                  | vítězství |
| 2014 | Hollywood Film Awards                  | Nejlepší obsazení                                                                                                | Hon na lišku                                  | vítězství |
| 2015 | Central Ohio Film Critics Association  | Nejlepší obsazení                                                                                                | Hon na lišku                                  | nominace  |
| 2015 | Independent Spirit Awards              | Nejlepší obsazení                                                                                                | Hon na lišku                                  | vítězství |
| 2015 | International Online Cinema Awards     | Nejlepší herec                                                                                                   | Hon na lišku                                  | nominace  |
| 2015 | People's Choice Awards                 | Nejlepší duo (společně s Jonahem Hillem)                                                                         | 22 Jump Street                                | nominace  |
| 2015 | People's Choice Awards                 | Nejlepší herec: komedie                                                                                          | 22 Jump Street                                | nominace  |
| 2015 | People's Choice Awards                 | Nejlepší filmový herec                                                                                           |                                               | nominace  |
| 2015 | MTV Movie Awards                       | Nejlepší herec                                                                                                   | Hon na lišku                                  | nominace  |
| 2015 | MTV Movie Awards                       | Nejlepší herecký výkon bez trička                                                                                | Hon na lišku                                  | nominace  |
| 2015 | MTV Movie Awards                       | Nejlepší herec v komediálním filmu                                                                               | 22 Jump Street                                | vítězství |
| 2015 | MTV Movie Awards                       | Nejlepší filmová dvojice (s Jonahem Hillem)                                                                      | 22 Jump Street                                | nominace  |
| 2015 | Kids' Choice Awards                    | Nejoblíbenější filmový herec: akční film                                                                         | Jupiter vychází                               | nominace  |
| 2015 | Teen Choice Awards                     | Nejlepší letní filmová hvězda: muž                                                                               | Bez kalhot XXL                                | vítězství |
| 2015 | Teen Choice Awards                     | Nejoblíbenější filmový herec: akční film                                                                         | Jupiter vychází                               | nominace  |
| 2015 | Hollywood Film Awards                  | Nejlepší filmové obsazení                                                                                        | Osm hrozných                                  | vítězství |
| 2016 | Critics' Choice Movie Awards           | Nejlepší filmové obsazení                                                                                        | Osm hrozných                                  | nominace  |
| 2016 | Gold Derby Awards                      | Nejlepší filmové obsazení                                                                                        | Osm hrozných                                  | nominace  |
| 2016 | People's Choice Awards                 | Nejlepší filmový herec                                                                                           |                                               | vítězství |
| 2016 | People's Choice Awards                 | Nejlepší filmový herec: drama                                                                                    |                                               | nominace  |
| 2016 | Zlatá malina                           | Nejhorší herec                                                                                                   | Jupiter vychází                               | nominace  |
| 2017 | People's Choice Awards                 | Nejlepší komediální kolaborace (sdíleno s Jennou Dewanovou)                                                      | Souboj playbacků                              | nominace  |
| 2019 | Kid's Choice Awards                    | Nejlepší hlas | Yeti: Ledové dobrodružství                    | nominace  |